# Preston Campbell
 (décembre 2023).
Si vous disposez d'ouvrages ou d'articles de référence ou si vous connaissez des sites web de qualité traitant du thème abordé ici, merci de compléter l'article en donnant les références utiles à sa vérifiabilité et en les liant à la section « Notes et références ».

a Compétitions nationales et continentales officielles uniquement.

Preston Campbell, né le 7 juin 1977 à Inverell (Australie), est un joueur australien de rugby à XIII dans les années 1990, 2000 et 2010.
Véritable polyvalent, P. Campbell fait ses débuts dans la National Rugby League avec les Gold Coast Chargers en 1998 avant rejoindre en 1999 Cronulla où il est nommé meilleur joueur en 2001. En 2003, il signe pour les Penrith avec lesquels il remporte le titre de NRL en 2003, puis finit sa carrière aux Gold Coast Titans prenant part à l'intégration de cette franchise au sein de cette NRL.

## Palmarès
- Collectif :
  - Vainqueur de la National Rugby League : 2003 (Penrith).

- Individuel :
  - Meilleur joueur de la National Rugby League : 2001 (Cronulla).